# Харлоу, Гарри Фредерик
Гарри Фредерик Харлоу (англ. Harry Frederick Harlow; 31 октября 1906, Фэрфилд, Айова, США — 12 июня 1981, Тусон, Аризона, США) — американский психолог.

## Биография
В 1930 году Харлоу окончил Стэнфордский университет, где получил степень бакалавра, а впоследствии получил степень доктора философии по психологии.
Профессор Висконсинского университета в 1930—1974 годах. Президент Американской психологической ассоциации (АПА) в 1958 году.

## Деятельность
Вклад Харлоу в психологию складывается из эмпирических открытий, сделанных в таких областях как научение решению задач и развитие систем аффективных привязанностей. Во всех случаях исследования проводились на макаках-резусах и имели далекоидущие последствия (например, эксперимент «Природа любви»). Также исследовал поведение военнослужащих США, побывавших в плену во время корейской войны.

## Награды
Награждён медалью Говарда Кросби Уоррена Общества психологов-экспериментаторов в 1956 году. Получил награду АПА «За выдающийся вклад в науку» (1960), Национальную научную медаль США (1967), золотую медаль АПА (1973), «Международную научную медаль» (1975). Читал Мессенджеровские лекции в 1961 году.

## Научные работы
- Farber I. E., Harlow H. F., West L. J. Brainwashing, Conditioning, and DDD (Debility, Dependency, and Dread) // Sociometry, Vol. 20, No. 4, Dec., 1957. pp. 271-285
- H. Harlow. The nature of love. // American Psychologist, 1958. — # 13. — P. 573—685.
- H. Harlow, P. Harlow. Human Model: Primate Perspective. — Vh Winston, 1979. — ISBN 0-470-26642-2.